# John Tradescant de Jongere

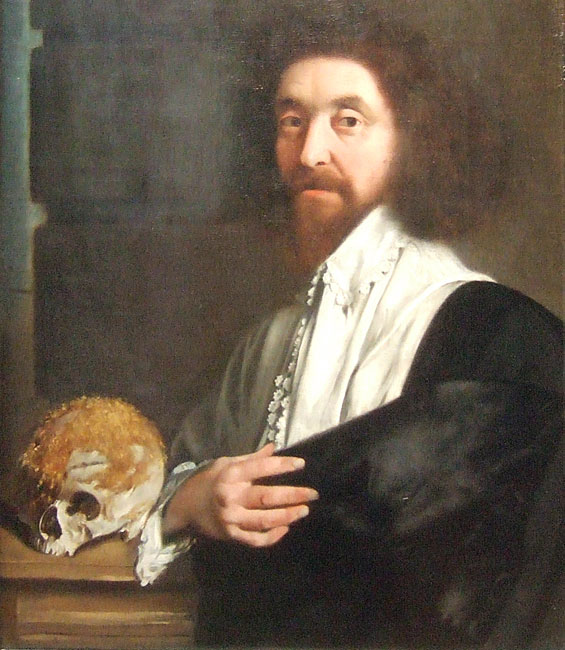
Portret van John Tradescant de Jongere, 1652. Collectie National Portrait Gallery.

John Tradescant de Jongere ('The Younger'), (Meopham, 4 augustus 1608 – 22 april 1662) was de enige zoon van John Tradescant The Elder  en Elizabeth Day. Hij was net als zijn vader tuinman en botanicus, die evenals zijn vader vele reizen ondernam om nieuwe soorten in de paleistuinen van Engeland te introduceren. Zijn bekendste reis was naar de Noord-Amerikaanse kolonie Virginia tussen 1628 en 1637.
Samen met zijn vader breidde hij de collectie rariteiten in hun privémuseum The Ark uit.
Met de dood van zijn enige zoon, was er geen opvolger en de gehele collectie kwam na zijn overlijden in handen van Elias Ashmole. Die verplaatste de collectie naar de Oxford, waar het de basis zou vormen van het in 1683 geopende Ashmolean University Museum.

## Huwelijk en nakomelingen
Uit zijn eerste huwelijk met Jane Hurte (overleden 1634), kwamen twee kinderen voort: John (gestorven op 19-jarige leeftijd) en Frances (getrouwd met Alexander Norman).
Zijn tweede huwelijk met Ester (Hester) Pooks bleef kinderloos.

## In boek en film
- In Philippa Gregory's historische roman "Virgin Earth" is hij het hoofdpersonage.

- Bibsys: 6094121
- Bibliothèque nationale de France: cb11990807b (data)
- Author citation (botany): Trad.
- Gemeinsame Normdatei: 11763431X
- International Standard Name Identifier: 0000 0000 8223 5030
- Library of Congress Control Number: n82082786
- Nationale Bibliotheek van Letland: 000034516
- Nederlandse Thesaurus van Auteursnamen: 202254666
- Système universitaire de documentation: 027980723
- Union List of Artist Names: 500062694
- Virtual International Authority File: 42620183
- WorldCat: E39PBJyCxRY7BYGhrFRvPHfcyd